# 47-я Сербская дивизия
47-я Сербская дивизия НОАЮ (сербохорв. 47. српска дивизија НОВЈ / 47. srpska divizija NOVJ) — военное подразделение НОАЮ, участвовавшее в Народно-освободительной войне Югославии.

## История
Образована 1 октября 1944 в Лебане. В её состав вошли 15-я сербская бригада из 24-й Сербской дивизии и новообразованные 28-я и 29-я сербские бригады. Насчитывала 4700 человек на момент образования. В составе дивизии также были Лесковацкий, Ябланицкий, Пусторецкий и Добричский партизанские отряды. К февралю 1944 года насчитывала 9900 человек. Входила до 3 декабря 1944 в состав 13-го сербского армейского корпуса, затем пребывала под командованием Главного штаба НОАЮ в Сербии.
Боевое крещение приняла в Нишской операции, действуя к югу и юго-западу от Лесковаца в долине левого берега Южной Моравы. 8 октября вступила в бой, взяв 11 октября Лесковац. Вдоль реки Топлицы при поддержке артиллерии болгарской танковой бригады взяла деревни Кочане и Чечина 12 октября, а 13 октября перешла Топлицу и очутилась 14 октября в Добричком-поле. При поддержке 24-й дивизии окружила 7-ю горную дивизию СС, которая бежала из Ниша; при помощи советской авиации и мотострелкового отряда болгарской танковой бригады уничтожила остатки эсэсовской дивизии.
До конца октября находилась в районах Ястрепца, Топлицы и Косаницы, с ноября — в восточной Сербии и позднее около Крагуеваца и Кралево. Занималась уничтожением несдавшихся отрядов четников. Расформирована в начале мая 1945 года в Славонски-Броде, пребывая в расположении 1-й югославской армии.